# Грубе, Август Вильгельм
Август Вильгельм Грубе (1816—1884) — немецкий педагог и писатель, методист начальной арифметики, получивший известность прежде всего своей методикой обучения арифметике и популярными общеобразовательными книгами для юношества.

## Биография
Родился 16 или 17 декабря 1816 года в Вернигероде, в семье портного. Учился в Вайсенфельсе и с 1836 года работал помощником учителя в государственной школе в Мерзебурге.
С 1840 года давал частные уроки, в том числе в семье министра внутренних дел Пруссии Арним-Бойценбурга. С 1843 года он давал уроки у барона фон Клейста в Богемии, а с 1848 года — у владельца фабрики в Харде (в Австрии).
В 1866 году он вышел на пенсию и поселился в городе Брегенце, где и умер 28 января 1884 года.
Им были написаны:
- «Geographische Charakterbilder» (1850)
  - Geographische Charakterbilder. — Leipzig : Brandstetter, 1875
- «Charakterbilder aus der Geschichte u. Sage» (1852)
- «Biographien aus der Naturkunde» (1850).
- «Pädagogische Studien und Kritiken für Lehrer und Erzieher. Vermischte Aufsätze aus den Jahren 1845–60» (Leipzig : Brandstetter, 1860)
- «Aesthetische Vorträge» (1865)
- Leitfaden für das Rechnen in der Elementarschule
- Charakterbilder aus der Geschichte und Sage. — Leipzig, 1877
- Biographien aus der Naturkunde
- Biographische Miniaturbilder
- «Pädagogische Studien u. Kritiken».

В России в 1860-х гг. пользовались большой популярностью его «Очерки из истории и народных сказаний» (3 издания), «Географические очерки» и «Арифметика» (5 изданий). 
А. В. Грубе предложил «монографический» метод обучения счёту, по которому дети должны были рассматривать числа в пределах сотни, представленные в виде точек или чёрточек, сравнивать числа между собой, определяя, какое число больше и насколько. В. А. Лай предложил использовать вместо точек специальные фигуры, а В. А. Евтушевский ограничить числа двадцатью.  Методику В. А. Евтушевского, который приспосабливал метод Грубе к условиям русской школы подверг обстоятельному разбору А. И. Гольденберг. Также с резкими возражениями против метода Грубе выступил ещё в 1874 году в «Отечественных записках» Л. Н. Толстой; противниками этого метода были также Ф. П. Чеканский и С. А. Рачинский.